# Illés Adrián
Illés Adrián (1996 –) magyar színész.

## Életpályája
A békéscsabai Andrássy Gyula Gimnáziumban érettségizett, majd a helyi színitanházban tanult. 2016-ban szerepelt a TV2-n futó Star Academy című műsorban. Főiskolai tanulmányai előtt már rendszeresen szerepelt a békéscsabai Jókai Színház előadásaiban. 2019-2024 között a Színház- és Filmművészeti Egyetem zenés színész szakán tanult, Novák Eszter és Selmeczi György osztályában.

## Színházi szerepei

### Vígszínház
- A dzsungel könyve (Főfarkas)[9]
- 80 nap alatt a Föld körül (Rendőr, Gauthier úr, Egyiptom, Káli papja, Konzul, Hindu pap, Írnok, Passepartout2, Batulcar, Fegyverárus, Utas, Indián, Matróz, Gépész, Narrátor)
- Szeget szeggel (Testőr)

### PS Produkció
- We will rock you (Bono)[10]
- Vámpírok bálja (további szereplő)

### Jókai Színház
- A rab ember fiai (Apafi Mihályka)
- Egy lócsiszár virágvasárnapja (Henrik)
- Nine (Gyermek Guido)